# 공기펌프자리 이오타
공기펌프자리 이오타(ι Ant, ι Antliae)는 남반구 하늘의 공기펌프자리 방향에 있는 항성이다. 이 별의 겉보기 등급은 +4.60으로 맨눈으로 봤을 때 희미하게 보이는 수준이다. 시차 자료에 따르면 이 별까지의 거리는 대략 190 광년이다. 이오타별의 스펙트럼은 분광형 K1 III로 표면 온도는 K형으로 오렌지색으로 빛나며 III형은 거성 단계라는 뜻으로 주계열성 상태를 벗어나 죽어가는 별이다. 따라서 이 별은 중심핵에서 헬륨을 태우고 있으며 항성 진화에서 레드클럼프 단계를 거치고 있다.